# Mikołaj Ferens
Mikołaj Ferens lub Ferenc (ur. 15 września 1894 w Łomżycy, zm. 15 stycznia 1944 w Markowej) – polski duchowny katolicki, kapucyn, ofiara zbrodni nacjonalistów ukraińskich, Sprawiedliwy wśród Narodów Świata.

## Biografia
Urodził się 15 września 1894 we wsi Łomżyca (przyłączonej później do Łomży). Do zakonu kapucynów wstąpił 11 lutego 1919 przyjmując imię zakonne Ignacy. Śluby zakonne złożył 15 lutego 1923. Wyświęcony na kapłana 8 grudnia 1927.
W lipcu 1939 zezwolono mu na przebywanie poza domem zakonnym a trzy lata później został inkardynowany do archidiecezji lwowskiej. Od 7 września 1939 do 12 maja 1942 był wikariuszem parafii Zimna Woda. W maju 1942 został administratorem parafii Markowa. 
Zyskał opinię osoby nastawionej ugodowo wobec Ukraińców. Posiadając wiedzę z zakresu zielarstwa udzielał pomocy wszystkim zgłaszającym się, szczególnie Ukraińcom. Utrzymywał przyjazne stosunki z księżmi greckokatolickimi, w tym ks. Mychajłem Szczurowskim z Markowej.
W czasie okupacji niemieckiej na plebanii w Markowej przechowywał Żydówkę Ewę Trauenstein-Turzyńską, którą przedstawiał otoczeniu jako swoją siostrę, i jej nieletniego syna Leona Trauensteina, którego nauczył służenia do mszy.
Został zamordowany późnym wieczorem 15 stycznia 1944 przez nacjonalistów ukraińskich podczas napadu na Markową. Wraz z nim zginęło kilkudziesięciu jego parafian.
Pochowany 19 stycznia 1944 na cmentarzu w Markowej.

## Upamiętnienie
Za udzielanie pomocy Żydom w czasie II wojny światowej został w 2014 roku pośmiertnie uhonorowany medalem i tytułem Sprawiedliwy wśród Narodów Świata.
Jego imię znajduje się na tablicy pomnika w Czerwonej Wodzie upamiętniającego osoby duchowne zamordowane przez OUN-UPA. Został także upamiętniony drzewem w Alei Pamięci w Czerwonej Wodzie.